# Rosmalen vasútállomás
Rosmalen vasútállomás vasútállomás Hollandiában, 's-Hertogenbosch városában.

## Vasútvonalak
Az állomást az alábbi vasútvonalak érintik:
- Tilburg–Nijmegen-vasútvonal

## Kapcsolódó állomások
A vasútállomáshoz az alábbi állomások vannak a legközelebb:
- Oss West vasútállomás
- 's-Hertogenbosch Oost vasútállomás